# NGC 1804
NGC 1804 (другое обозначение — ESO 56-SC46) — рассеянное скопление в созвездии Золотой Рыбы, расположенное в Большом Магеллановом Облаке. Открыто Джоном Гершелем в 1834 году. Описание Дрейера: «тусклый, маленький объект круглой формы, более яркий в середине». 
Возраст скопления, по разным оценкам, составляет 20—80 миллионов лет. Спектр скопления, скорректированный за межзвёздное покраснение, наилучшим образом совпадает с эталонным спектром для галактических рассеянных скоплений с возрастом 50 млн лет. 
Этот объект входит в число перечисленных в оригинальной редакции «Нового общего каталога».